# Sống mãi với thủ đô (phim)
Sống mãi với Thủ đô là một phim chiến tranh cách mạng do Lê Đức Tiến và Nguyễn Thế Vĩnh đồng đạo diễn chính, xuất phẩm năm 1996 tại Hà Nội.

## Lịch sử
Truyện phim dựa theo các di cảo Sống mãi với thủ đô và kịch Lũy hoa của tác giả Nguyễn Huy Tưởng.

### Nội dung
Hà Nội bắt đầu từ tháng 12 năm 1946 đến tháng 2 năm 1947, những vụ khiêu khích giữa lính mũ đỏ Pháp với các toán tự vệ thành Hoàng Diệu ngày càng công nhiên. Trên bàn ngoại giao, cuộc đấu tranh giữa hai chính phủ Pháp-Việt dần đi tới hồi kết. Trong khi đó, những vụ gây rối của các chính đảng quốc gia dưới sự hậu thuẫn của quân Tàu Tưởng khiến tình hình mỗi lúc một vượt tầm kiểm soát.
Cứ thế, mỗi số phận con người nhỏ nhoi bám chặt lấy vận mệnh một đô thị đổ nát vì chiến sự leo thang. Có bi thương và nụ cười, có trượng nghĩa và phản bội, có hào hoa và hèn nhát... Người Hà Nội phải chọn giữa chết vinh và sống nhục, tản cư hay ở lại chiến đấu đến cùng. Phim không khắc họa nhân vật chính thứ để mô tả một lớp người đã hòa vào dòng chảy thời đại. 
- Tập 1: Trước giờ nổ súng

Mùa đông năm 1946, sau khi các thỏa ước điều đình lâm thế bế tắc, bộ tư lệnh Quân viễn chinh Pháp tại Đông Dương đã cho các toán lính mũ đỏ nhảy dù vào Hà Nội cướp phá, giết chóc hòng khiêu khích chính phủ Việt Minh khơi chiến trước. Giáo sư Trần Văn hòa vào dòng người hàng phố náo loạn phải chọn tản cư hoặc ở lại xung phong vào tự vệ chiến đấu, phố xá ngổn ngang chướng ngại vật và cả xác người bị lính Tây vô cớ sát hại.
- Tập 2: Ngày 19 tháng 12 năm 1946

Thầy giáo Trần Văn xin vào tự vệ và được cử chức trưởng đội tự vệ khu phố tại Liên khu I. Trong lúc toàn thành nín thở đợi giờ nổ súng kháng chiến, Trần Văn lạc vào nhà công tử Tân, đắm mình trong bữa tiệc sinh nhật xa hoa và tưởng quên mất nhiệm vụ. Tân vốn bàng quan với thời cuộc, vì việc này, anh bị bạn nối khố Nhật Tân quở. Lúc Trần Văn khật khưỡng về tới trụ sở, thì khắp nơi đã sục sôi đánh trận đầu.
- Tập 3: Chiến lũy

Sau lời kêu gọi Toàn quốc kháng chiến của Hồ chủ tịch, dân hàng phố và anh chị em tự vệ thi đua dựng chướng ngại vật giữa đường cản chiến xa Pháp. Lãng tử Văn Việt dẫn đầu một toán nhận nhiệm vụ đột kích nhà sofa. Giữa lúc hốt hoảng vì pháo dồn dập và điện tắt, Thu Phong và Vũ Minh bàn nhau có nên tự tử để giữ khí tiết người Hà Nội nếu chẳng may sa vào tay quân Pháp hay không.
- Tập 4: Kinh thành khói lửa

Chiến trường Hà Nội dần thu hẹp về Liên khu I, toán công an xung phong bảo vệ Bắc Bộ Phủ cũng bị đánh tan tác. Tình cảnh ngày một cam go, chiến sĩ không dám bắn liều vì sợ giết lầm thường dân, cùng khi, có nhiều dấu hiệu cho thấy nguồn nước sinh hoạt bị đầu độc. Các toán Hồng Lưu, Văn Việt, Trần Văn, Vi Dân hẹn nhau một trận quyết đấu với chiến xa, rồi xộc vào nhà Morlière hòng lập công. Tới khi này, Tân quyết định hoàn toàn ngả theo kháng chiến.
- Tập 5: Lời thề quyết tử

Quân Pháp tăng cường phối hợp với các chính đảng quốc gia và Hoa kiều quấy rối rồi dồn tự vệ vào địa bàn Liên khu I, đường tiếp tế từ phía làng Ngọc Hà cũng bị nghẽn. Ngày 07 tháng 01 năm 1947, Bộ Tư lệnh Mặt trận Hà Nội quyết định thành lập Trung đoàn Thủ Đô trên cơ sở Trung đoàn Liên khu I và các toán tự vệ từ nơi khác rút về. Liên kiểm Pháp-Việt đạt thỏa thuận đình chiến ba ngày Tết Nguyên Đán, đồng thời cho phép thường dân và ngoại kiều rời nội thành ra vùng an toàn, lẫn trong dòng người có cả thương phế binh.
- Tập 6: Hẹn ngày trở lại

Đặc khu Trúc Lãng trở thành nút sống của Liên khu I, nơi không quân Pháp cấp tập dội bom nhất. Trần Văn bèn họp với Thu Phong, Vũ Minh tìm cách bắn rụng Spitfire hòng đe quân Pháp và gây sĩ khí cho Vệ quốc quân. Bộ chỉ huy Quân lực Pháp quyết tâm lập thế gọng kìm vây lấy Liên khu I. Trong tình thế không thể cầm cự thêm, ban chỉ huy Trung đoàn Thủ Đô quyết định triển khai kế hoạch vượt thoát ban đêm bí mật qua bờ Bắc sông Hồng dưới sự yểm trợ của Đội du kích Hồng Hà. Sự kiện này nằm ngoài dự tính của chính phủ kháng chiến Việt Minh, và nhờ vậy, Trung đoàn Thủ Đô trở thành nòng cốt kháng chiến quân suốt mấy năm đầu.

### Nhân vật
- Trần Văn: Nhân vật xuất hiện nhiều nhất và đôi khi có vai trò dẫn tình tiết. Vốn là giáo sư lịch sử Việt Nam ở một trường tư nhỏ, sau thất bại trong mối tình với Trinh, anh dấn thân vào các hoạt động cách mạng. Khác tiểu thuyết, Trần Văn chỉ huy toán tự vệ phố Nhà Thờ. Nhờ bản tính ôn hòa và tư cách trí thức, Trần Văn đảm nhiệm cương vị đặc phái viên Liên khu I trong các cuộc giao thiệp với người Pháp, người Anh, người Ấn và nhất là Hoa kiều. Cuối phim, Trần Văn theo quân vượt sông Hồng để đoàn tụ với Trinh - người vẫn đợi anh ở trạm tiếp đón thương binh.
- Quốc Vinh: Chỉ là bí danh tiền khởi nghĩa. Phó chủ tịch Ủy ban Kháng chiến Liên khu I, có vợ chưa cưới là Phượng (chị gái Nhật Tân). Anh thường ho sù sụ vì nhiễm bệnh lao trong những năm nằm tù thực dân, là nhân vật nói ít nhưng có nhiều mưu lược, giàu tính quyết đoán.
- Nhật Tân: Vốn tên là Nhật, cựu chiến sĩ Nam tiến, có vợ chưa cưới là Hiền. Nhật Tân thích ăn mặc bụi bặm, mang súng lục và dắt con chó Lulu theo. Trong bất kì tình huống cận chiến, Nhật Tân luôn tỏ ra là kẻ liều lĩnh và giàu nhiệt tình nhất.
- Tân: Bạn nối khố của Nhật Tân, chỉ thạo ăn chơi và tìm mọi cách lánh xa chiến sự, tự coi mình là kẻ vô can trong mọi vấn đề cuộc sống. Khác tiểu thuyết, Tân được kết nạp vào Trung đoàn Thủ Đô rồi hi sinh trong một trận giáp lá cà lính mũ đỏ.
- Vi Dân: Xuất thân thợ nguội, chỉ huy một trung đội chuyên đánh chiến xa và thiết giáp xa. Dân có người yêu phương xa là cô Nhân, nhưng Nhân hi sinh khi cùng đội du kích Hồng Hà chặn lính Pháp cho Trung đoàn Thủ Đô rút.
- Hồng Lưu: Cựu lính khố đỏ, chỉ huy trung đội cảnh vệ Bắc Bộ phủ. Khác tiểu thuyết, sau khi trung đội Bắc Bộ phủ bị đánh tan, Hồng Lưu rút sâu vào Liên khu I tìm cách họp các anh em lại, thường xuất hiện bất thần trong các trận đánh chiến xa hòng cứu nguy cho tự vệ vốn chưa tinh nhuệ.
- Oanh: Cán bộ hội phụ nữ, con ông chủ nhà in Phùng Gia Lộc. Oanh là vợ chưa cưới của Phúc - cậu cả nhà ông chủ hãng Quảng Xương Long. Khác tiểu thuyết, khi Liên khu I điều đình được với Pháp về một ngày ngưng chiến cho Hoa kiều tản cư, vì là cán bộ nòng nốt, Oanh được bộ chỉ huy mặt trận điều ra chiến khu để chuẩn bị trường kỳ kháng chiến.
- Hương: Em gái út của cậu Phúc, tính cách hồn nhiên và nhanh nhẹn. Khác tiểu thuyết, Hương cùng bạn thân là Hiền tham gia đội phụ nữ cứu thương, cả hai đều hi sinh, Hương có mối tình chớm nở với Văn Việt.
- Lý Trung Anh: Nhân vật không xuất hiện trong tiểu thuyết, đôi khi được gọi ông Lý. Hồi tiền chiến, nhà ông Lý cùng phố với nhà Trần Văn, nhưng giữa hai người ít có giao thiệp. Vì là Hoa kiều, Lý làm phụ tá ngài tổng lãnh sự Trung Quốc, có trách nhiệm đối thoại với phía Việt Minh và đại diện cho quyền lợi Hoa kiều phố cổ. Lý Trung Anh thường tìm cách lấy lòng Trần Văn để liên lạc được với cấp chỉ huy cao nhất của Liên khu I.

## Kĩ thuật
Phim được sản xuất tại Hà Nội trong ba tháng đầu năm 1996 để chuẩn bị chào mừng lễ kỉ niệm 50 năm Toàn quốc kháng chiến và hưởng ứng chương trình Chấn hưng điện ảnh cấp nhà nước. Ngoại cảnh được dựng hầu như khớp thực sử tại các tuyến phố cổ Hà Nội trọng yếu. Để tạo hiệu ứng khói, các chuyên viên phải liên tục đốt nhang cho đượm.

### Sản xuất
- Phó đạo diễn: Duy Thanh, Tuấn Dũng, Thanh Chi
- Bí thư đạo diễn: Đặng Thái Ninh, Trần Bích Ngọc, Trần Chí Thành
- Âm thanh: Trần Kim Thịnh, Thu Hương
- Âm nhạc: Hoàng Hà, Hoàng Lương
- Nhạc trưởng: Doãn Trường Nguyên (Đài Tiếng nói Việt Nam)
- Mĩ thuật: Phạm Quang Vĩnh, Nguyễn Dân Nam
- Đạo cụ: Nguyễn Văn Sinh, Trần Tuấn
- Phục trang: Trần Thị Tuyết, Nguyễn Thị Hồng, Nguyễn Thị Thu
- Hóa trang: Lan Anh
- Phối cảnh: Trịnh Trọng Sơn, Phạm Đức Mạnh, Nguyễn Ý
- Phối sáng: Hoàng Lược, Văn Lan, Phạm Sơn
- Khói lửa: Duy Với, Nguyễn Văn Đức
- Tiếng động: Minh Tâm, Minh Thu
- Cố vấn quân sự: Lê Trung Toản, Hoàng Phương, Phạm Văn Tánh
- Trợ lí quân sự: Đỗ Thành Phụ, Đoàn Lê Nghĩa
- Chỉ đạo ghép tiếng: Hương Dung
- Dựng phim: Nhật Ánh
- VTR: Duy Kiểm, Hồng Minh, Nguyễn Hưng
- Kịch vụ: Trần Bình Trọng
- Nhạc đề: Người Hà Nội (Nguyễn Đình Thi), Thủ đô khói lửa[7] (Hoàng Hà), Chiến sĩ Việt Nam (Văn Cao), Scarborough fair

### Diễn xuất
- Trung Hiếu... Trần Văn - giáo sư trường tư thục
- Phạm Cường... Nguyễn Quốc Vinh - phó chủ tịch Ủy ban Kháng chiến Liên khu I
- Khánh Huyền... Trinh
- Phú Thăng... Bao - chồng Trinh
- Hoàng Lan... Oanh
- Xuân Tùng... Vi Dân - thợ nguội
- Quách Thu Phương... Nhân
- Quang Đại... Nhật Tân
- Ngọc Thư... Phượng - chị Nhật Tân
- Bá Anh... Tân
- Anh Huy... Văn Việt
- Tuấn Hải... Thu Phong - nhạc sĩ
- Anh Quân... Vũ Minh - luật sinh
- Ngọc Thành... Hồng Lưu
- Tùng Dương... Phúc - giáo sư bình dân học vụ
- Thanh Bình... Loan - học sinh của Văn
- An Quý... Quyên
- Minh Thu... Hiền - vị hôn thê của Nhật Tân
- Hoa Thúy... Lan - Em gái Phúc
- Mai Thu Huyền... Hương - Em gái Phúc
- Quốc Trị... Long Đen - trai giang hồ
- Thu Hương... Tuyết - gái giang hồ
- Văn Quý... Mộng Xuân
- Đức Thịnh... Tu
- Thanh Dương... Sinh - tự vệ Liên khu I
- Hữu Độ... Phùng Gia Lộc - chủ nhà in
- Đức Trung... Cự Lâm - chủ tiệm buôn
- Cát Trần Tùng... Bảo
- Quỳnh Dương... Quý
- Việt Quân... Hai
- Tiến Cường... Lê Gia Đỉnh
- Quốc Anh... Toàn
- Việt Thắng... Đỗ
- Sĩ Tiến... Dung
- Đức Hiệp... Tự vệ đình Phất Lộc
- Đăng Khoa... Võ Nguyên Giáp
- Trung Anh... Lý Trung Anh
- Trần Văn Tự... Nguyễn Phúc Lai
- Hồng Minh... Bác sĩ Quán
- Duy Thanh... Bác sĩ Pha
- Tuyết Mai... Đẻ Trần Văn
- Tuyết Liên... Đẻ Nhật Tân
- Ngọc Lan... Đẻ Dung
- Dương Quảng... Chủ tiệm cà phê
- Thanh Chi... Phái viên trung ương
- Đức Sơn... Phái viên trung ương
- Trần Nhượng... Phái viên trung ương
- Đỗ Kỷ... Chủ tịch Ủy ban Kháng chiến Liên khu I
- Bình Trọng... Điện tín viên Liên khu I
- Tiến Hợi... Hồ chủ tịch
- Trần Đức
- Phát Triệu... Ông lão hưởng ứng bãi thị
- Hoàng Thắng
- Phương Nhi... Cô ruột Phúc
- Thu Hà
- Xuân Thức
- Quế Phương... Lãnh tụ phong trào bãi thị
- Hồng Điệp
- Cao Thiên
- Quốc Khánh
- Hoàng Tùng
- Tuấn Anh
- Việt Chung
- Ngọc Anh
- Phương Anh

## Ảnh hưởng
Sống mãi với thủ đô đoạt Giải thưởng Hồ Chí Minh về văn nghệ năm 1996. Cho đến năm 2019, sách Kỷ lục Việt Nam xác nhận đây là xuất phẩm điện ảnh Việt có số lượng diễn viên đông nhất và gồm nhiều quốc tịch nhất.
Khác tiểu thuyết, phim lược bớt bầu không khí ảm đạm tiền chiến và không khí tang thương sau vụ thảm sát ngã ba phố Hàng Bún - ngõ Yên Ninh, xuất thân các nhân vật cũng không được đề cập. Diễn biến được dẫn bằng phụ chú trên nền ảnh và nhạc, vốn là lối làm phim phổ biến thập niên 1990.
Vì vấn đề kiểm duyệt đương thời, bài Xuất quân của nhạc sĩ Phạm Duy rất phổ biến trong Vệ quốc đoàn mà tác giả Nguyễn Huy Tưởng đề cập đã không xuất hiện trong phim.
| “              | «'Sống mãi với thủ đô' có thể xem là một 'bộ sưu tập' về Hà Nội, Nguyễn Huy Tưởng cùng lúc vẽ ra nhiều bức tranh Hà Nội: Hà Nội truyền thống, Hà Nội hào hoa, Hà Nội lầm than, Hà Nội khói lửa, Hà Nội đau khổ, Hà Nội anh hùng, Hà Nội của chính nhà văn và Hà Nội của nhiều người Hà Nội, nhiều người không phải ở Hà Nội. Nhưng quan trọng nhất là Hà Nội ở điểm thời gian khởi đầu: Khởi đầu của cuộc kháng chiến và khởi đầu của một năm mới. Lựa chọn biến cố Hà Nội trong đêm nổ súng mở đầu cuộc kháng chiến toàn quốc làm tâm điểm, Nguyễn Huy Tưởng đã dựng lại được cả một giai đoạn lịch sử bi tráng và lưu giữ được hình ảnh Hà Nội, không khí Hà Nội trong thời điểm cam go ấy của lịch sử» | ” |
| — Lê Thị Dương | |   |

- Hiện trường bộ phim đánh dấu buổi đầu gặp mặt và nảy sinh tình cảm của đôi diễn viên Tùng Dương và Hoa Thúy. Lúc ấy họ đều mới tốt nghiệp trường sân khấu và chưa có nhiều kinh nghiệm diễn xuất. Sau khi phim đóng máy, hai người tổ chức hôn lễ.
- Toàn bộ trang thiết bị được thiết kế riêng cho bộ phim này đã trực tiếp trở thành cứu cánh cho đoàn làm phim Hà Nội mùa đông năm 46. Mãi đến năm 2022, những quân trang quân dụng này vẫn được đưa vào bối cảnh phim Đào, phở và piano.

## Liên kết
1. ↑  "Kí ức hào hùng không thể quên trong Sống mãi với thủ đô". Bản gốc lưu trữ ngày 12 tháng 11 năm 2021. Truy cập ngày 26 tháng 7 năm 2019.
2. ↑  Sống mãi với thủ đô - Áng văn để đời của Nguyễn Huy Tưởng
3. ↑  Âm vọng Sống mãi với thủ đô
4. ↑  Lũy hoa và 60 ngày đêm kháng chiến của thủ đô[liên kết hỏng]
5. ↑  Điện ảnh Việt từng có những cuộc chấn hưng kém hiệu quả
6. ↑  Chấn hưng điện ảnh Việt Nam: Chỉ là giấc mơ ?
7. ↑  Ca khúc Thủ đô khói lửa
8. ↑  Nơi khơi mào toàn quốc kháng chiến 1946[liên kết hỏng]

- Hình ảnh trong phim: 1 2 3 Lưu trữ ngày 2 tháng 11 năm 2012 tại Wayback Machine
- Sống mãi với thủ đô - Phim truyện đài Hà Nội Lưu trữ ngày 7 tháng 9 năm 2013 tại Wayback Machine
- 15 bộ phim sống mãi với thời gian của Hãng phim truyện Việt Nam Lưu trữ ngày 26 tháng 7 năm 2019 tại Wayback Machine
- Những bộ phim về Hà Nội gợi cả một bầu trời tuổi thơ của thế hệ 8X
- Hình ảnh Hà Nội từ tiểu thuyết Sống mãi với thủ đô đến phim Hà Nội mùa đông năm 46 Lưu trữ ngày 26 tháng 1 năm 2020 tại Wayback Machine
- Bản hùng ca Liên khu I
- Truyện người chiến sĩ quyết tử năm xưa